# Fogo Fátuo (romance)
Fogo Fátuo é um romance de base memorialística do escritor brasileiro Coelho Neto, uma continuação de A Conquista, tendo sido publicado trinta anos depois, em 1929. Seus personagens são a sua geração de poetas, teatrólogos, jornalistas, intelectuais, boêmios cariocas de A Conquista, agora no período que vai da Abolição até os primeiros anos da República Velha. Vários fatos históricos perpassam sua trama: Baile da Ilha Fiscal ("Mas que diabo! É uma migração em massa para a Ilha e eu ficarei único, solitário nesta imensidade urbana, Robinson continental"), Proclamação da República ("Qual! desdenhou atordoadamente o Neiva, incrédulo. República...! Pois haviam de proclamar a República, mudar a forma de governo à revelia da imprensa e logo numa sexta-feira, e sem o meu conhecimento?!", queda de Deodoro ("O golpe de Estado atingiu profundamente as letras decepando da administração pública os seus representantes", "Abatido o tronco, que era Deodoro, caíram com ele vários ramos", com as prisões, delações e desaparecimentos subsequentes, Revolta da Armada ("As primeiras notícias da revolta sobressaltaram a cidade em terror pânico", "E à tarde, à hora do bombardeio, as praias enchiam-se de curiosos, para assistir ao espetáculo tremendo.". É um roman à clef, ou seja, com personagens reais, sob pseudônimos (às vezes bem próximos dos nomes reais), a saber:
- Anselmo - o próprio autor Coelho Neto
- Rui Vaz - Aluísio Azevedo
- Neiva - Paula Ney
- Bivar - Olavo Bilac
- Fortúnio - Guimarães Passos
- Artur - Artur Azevedo
- Pardal - Pardal Mallet
- Montezuma - Orozimbo Muniz Barreto

O abolicionista José do Patrocínio é chamado pelo sobrenome Patrocínio. A obra, sobretudo nos capítulos iniciais, padece de certa "opulência vocabular" que caracteriza a obra mais madura de Coelho Neto. "Há, inegavelmente, em Coelho Neto, uma volúpia do vocábulo que, a partir de certo momento, transformou-se num maneirismo e, o que é pior, num maneirismo quantitativo. [...] o artificialismo da coisa salta aos olhos do leitor mais atento." Interessante é que no próprio livro Pardal critica a mania do "Anselmo" desencavar arcaísmos ("Esses arcaísmos que exumas, que são senão cadáveres? O vocábulo é o trajo da ideia e, como tal, deve ser do seu tempo, sujeito à moda", ao que este se defende: "Pois os dicionários são como alfaiatarias, onde se encontram trajes para as ideias. Há escritores que andam por aí esfarrapados que nem mendigos, outros que se vestem em belchiores ou usam fatos de empréstimo. Eu faço, sob medida, as roupas para o meu pensamento." De fato, Coelho Neto seria criticado pelos modernistas pela, entre outros supostos defeitos, linguagem rebuscada.
O título refere-se ao fato de Neiva (cuja morte prematura é descrita no capítulo final do livro), posto um orador brilhante, não ter deixado obra escrita, tendo portanto brilho efêmero, como do fogo fátuo:
— [...] Um homem como esse, que podia ter sido tudo, tudo! vai-se sem deixar uma página. É pena!
— O espírito mais brilhante do meu tempo, doutor.
— Brilhante.. sim, mas brilho efêmero. Ele próprio dizia, disse-mo muita vez: "Sou um vaga-lume, meu amigo. Fogo fátuo na vida noturna.